# Kunzea glabrescens
Kunzea glabrescens är en myrtenväxtart som beskrevs av Toelken. Kunzea glabrescens ingår i släktet Kunzea och familjen myrtenväxter. Inga underarter finns listade i Catalogue of Life.